# Kenneth Todd Ham
Kenneth Todd Ham (Plainfield, New Jersey, 1964. december 12. –) amerikai mérnök, űrhajós, kapitány.

## Életpálya
Gimnazista korában elkezdett repülni. 1987-ben a Haditengerészeti Akadémián (USAF Academy) repülőmérnöki oklevelet szerzett. A T–34C, a T–2C valamint TA–4J gépeken kapott kiképzést. 1989-ben kapott repülőgép vezetői jogosítványt. Szolgálati repülőgépe az F/A–18 voltak. A NASA ideiglenes megbízásként a  Johnson Space Center (JSC) keretében az űrhajósok kiképzését segítő, átalakított KC–135 Stratotanker gép személyzetének tagja. Szolgált a Földközi-tengeren, Észak-Irakban és Boszniában. 1996-ban a Haditengerészeti Posztgraduális Iskola keretében megvédte diplomáját. Tesztpilóta kiképzésben részesült, az F/A–18E/F repülőgépek különböző változatait (technikai, fegyverzeti) repülte, illetve tesztelte. Több mint 6000 órát töltött a levegőben, több mint 40 repülőgép típuson repült illetve tesztelt, több mint 300 alkalommal landolt repülőgép-hordozó fedélzetén.
1998. június 4-től a Lyndon B. Johnson Űrközpontban részesült űrhajóskiképzésben. Két űrszolgálata alatt összesen 25 napot, 12 órát és 41 percet (612 óra) töltött a világűrben. Űrhajós pályafutását 2012. május 31-én fejezte be. 2013-tól az USAF Academy Tanszékvezető tanára.

## Űrrepülések
- STS–124 a Discovery űrrepülőgép 35. repülésének pilótája. Az űrállomás továbbépítéséhez szállították az új japán JEM Kibo modult és a Remote manipulator system (JEMRMS) robotkart. Első küldetésén összesen 13 napot, 18 órát, 13 percet és 7 másodpercet töltött a világűrben. 9 230 623 kilométert (5 735 643 mérföldet) repült, 218 alkalommal kerülte meg a Földet.
- STS–132, az Atlantis űrrepülőgép 32., repülésének parancsnoka. Feladat volt a külső szerelési műveleteket támogató Integrated Cargo Carrier–Vertical Light Deployable (ICC-VLD) eszköz és a Mini Research Module-1 (MRM1) feljuttatása a Nemzetközi Űrállomásra.  Harmadik űrszolgálata alatt összesen 11 napot, 18 órát, 29 percet és 9 másodpercet (282 óra) töltött a világűrben. 7 853 563 kilométert (4 879 978 mérföldet) repült, 186 alkalommal kerülte meg a Földet